# Quartet de corda núm. 12 (Xostakóvitx)
El Quartet de corda núm. 12 en re bemoll major, op. 133, va ser compost per Dmitri Xostakóvitx el març de 1968. Va ser estrenat pel Quartet Beethoven (Dmitri Tsiganov, Nikolai Zabavnikov, Fiódor Drujinin, Serguei Xirinski) el 14 de juny de 1968 a la Sala Gran del Conservatori de Moscou. El va dedicar a Dmitri Tsiganov, integrant del Quartet.

## Estructura
L'obra té dos moviments amb una durada aproximada de 27 minuts:
1. Moderato – Allegretto – Moderato – Allegretto – Moderato – Allegretto
2. Allegretto – Adagio – Moderato – Adagio – Moderato – Allegretto